# Synopeas kiki
Synopeas kiki (лат.) — вид платигастроидных наездников из семейства Platygastridae. Папуа (остров Новая Гвинея). Название происходит от слова «kiki» на протоокеанском языке означающего «мелкий» и относится к относительно миниатюрным размерам этого вида.

## Описание
Мелкие перепончатокрылые насекомые чёрного цвета, ноги светлее. Длина 0,9 мм. Идентификация S. kiki требует использования многочисленных признаков, так как он не имеет каких-либо явно выраженных отличий. Он похож на S. roncavei, от которого его можно отличить по развитию гиперзатылочного валика, который медиально ослаблен у S. kiki и равномерно крупный у S. roncavei. Он также похож на S. luli, но у S. kiki мезоскутеллярный шип загнут назад под углом и отсутствует центральный киль, в то время как у S. luli мезоскутеллярный шип загнут заднедорсально под углом и частичный центральный киль. На переднем крыле S. luli щетинки примерно одинаковой длины по краю крыла, тогда как у S. kiki щетинки заметно длиннее на заднем крае. Предположительно, как и близкие виды, паразитоиды двукрылых насекомых галлиц. Вид был впервые описан в 2021 году немецким энтомологом Jessica Awad (State Museum of Natural History Stuttgart, Штутгарт, Германия).